# CASA 2.111
El CASA 2.111 fue un bombardero medio derivado del Heinkel He 111H-16 y producido bajo licencia en España por Construcciones Aeronáuticas S.A.. Los modelos 2.111 difieren significativamente del Heinkel de diseño original, con armamento más pesado y, en las últimas versiones, por estar propulsados por motores Rolls Royce Merlin 500-20.

## Diseño y desarrollo
Durante la guerra civil española, en 1937, se habían entregado a la Aviación Nacional algunas unidades del modelo He 111B y se había empezado a recibir el modelo mejorado He 111D, así como los He 111E-1 después de la guerra. Pero la necesidad de contar con un modelo más actual llevó a la firma de un contrato entre CASA y Heinkel en 1940 para producir bajo licencia 200 unidades del modelo He 111H-16 en Sevilla. La producción tropezó con algunos problemas iniciales por falta del utillaje adecuado, debido al inicio de la Segunda Guerra Mundial, de modo que el primer ejemplar no voló hasta 1945. Con la adquisición de un lote de motores Junkers Jumo 211F-2 en Francia, se construyó una serie de 200 ejemplares, los primeros 130 propulsados por estos motores, aunque solamente se suministraron 117 debido a la necesidad de desarmar los motores para obtener piezas de repuesto. Los 70 restantes quedaron almacenados al cesar los suministros de motores Junkers Jumo, siendo más tarde equipados con Rolls Royce Merlin 500-20 de 1600 hp. Se construyeron tres versiones: el bombardero medio CASA 2.111A, el bombardero de reconocimiento CASA 2.111C y el entrenador con doble mando CASA 2.111F.

## Historia operacional

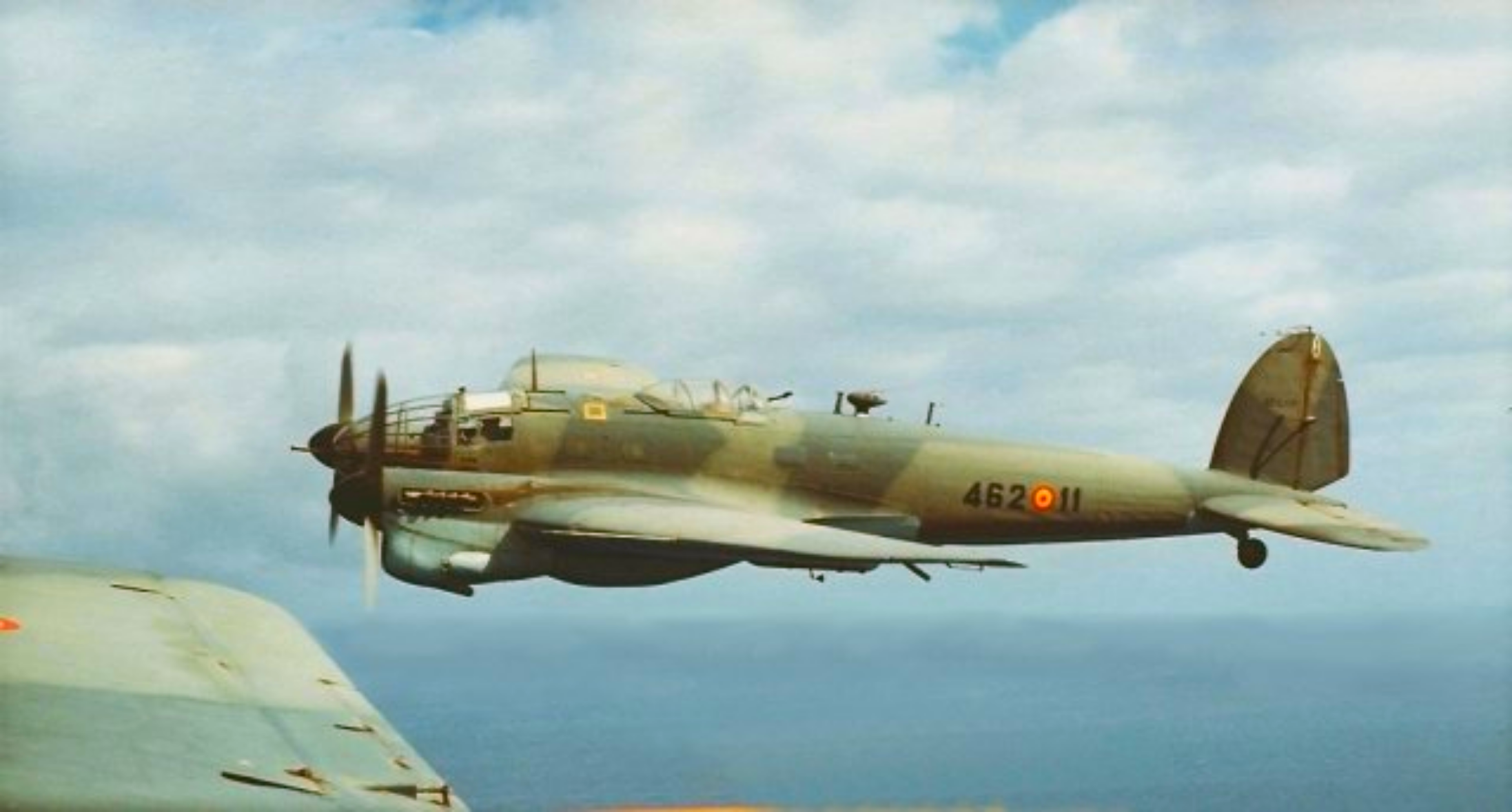
Un CASA 2.111B en vuelo, 1968.

El éxito obtenido durante la Guerra Civil en España por los Heinkel He 111 fue su mayor desgracia, pues su velocidad les permitía escapar casi indemnes de los cazas enemigos. Eso hizo creer a los alemanes que grandes flotas de estos aviones podían arrasar al enemigo, sin preocuparse en diseñar un avión mejor armado. Así, los tres primeros modelos montaban tan sólo 3 ametralladoras, las mismas utilizadas durante la Batalla de Inglaterra con resultados funestos. Esto haría que los aviones recibieran cada vez más armamento y blindaje, de manera que los aviones de 1942-45 no tenían las mismas prestaciones que los modelos de 1935-36.
El primer avión de producción española voló el 23 de mayo de 1945. Después del final de la guerra, el acceso a los motores alemanes Junkers se convirtió en un problema, y CASA tuvo que encontrar una alternativa con el Rolls-Royce Merlin 500-20. En abril de 1956 se ordenaron 173 motores Merlin y se instalaron en los aviones, dentro de una góndola cuyo modelo había sido inicialmente desarrollado por la Rolls-Royce para el Beaufighter II y después fue empleada en el Avro Lancaster. Los nuevos bombarderos y bombarderos de reconocimiento propulsados por motores Merlin fueron el CASA 2.111B y el CASA 2.111D, respectivamente. Algunos fueron remotorizados, mientras que otros fueron construidos y equipados con el nuevo motor. También se desarrolló y construyó un avión con capacidad para 9 pasajeros, el CASA 2.111E (T.8). Los CASA 2.111 estuvieron en servicio hasta finales de la década de 1960, mientras que los aviones de pasajeros sirvieron hasta inicios de la década de 1970. Varios de los aviones retirados en la década de 1960 fueron empleados en películas, tales como La Batalla de Inglaterra y Patton, debido a su parecido con el Heinkel He 111.
Los CASA 2.111 fueron empleados durante la Guerra de Ifni para ofrecer apoyo aéreo cercano.

## Supervivientes

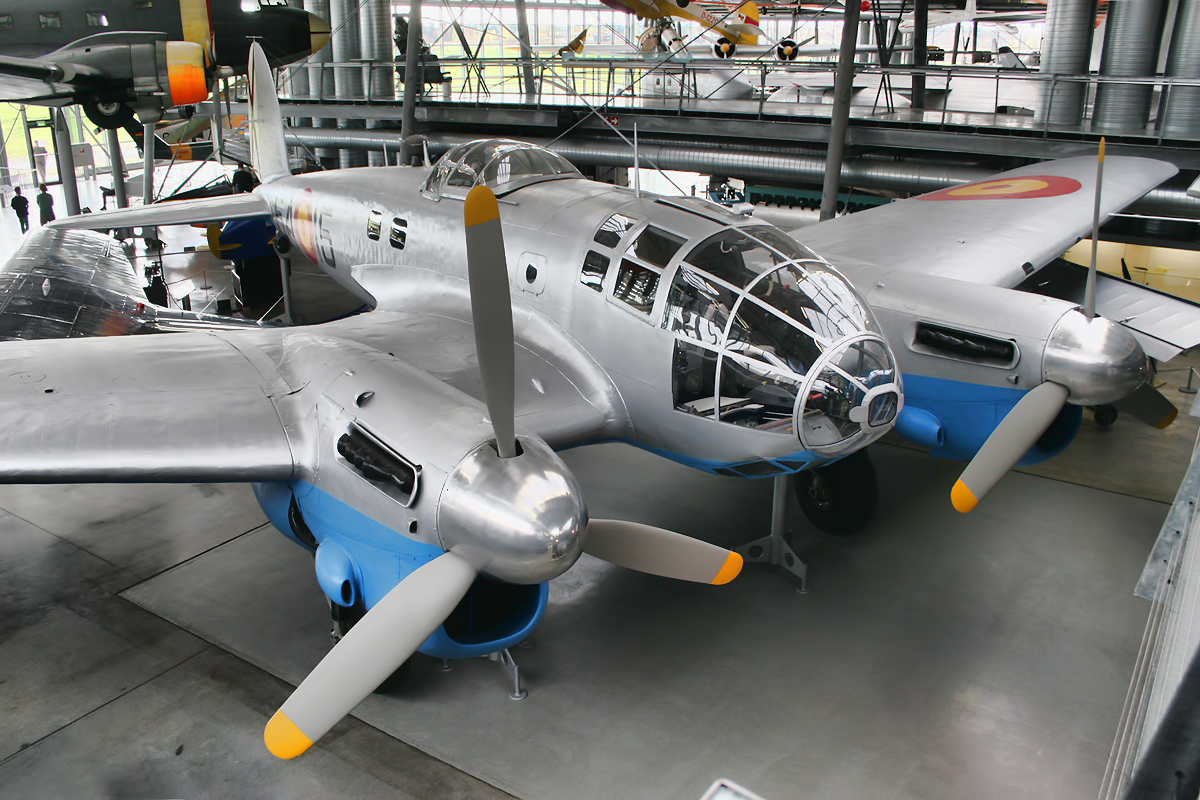
El CASA 2.111B del Museo alemán del vuelo de Schleissheim.

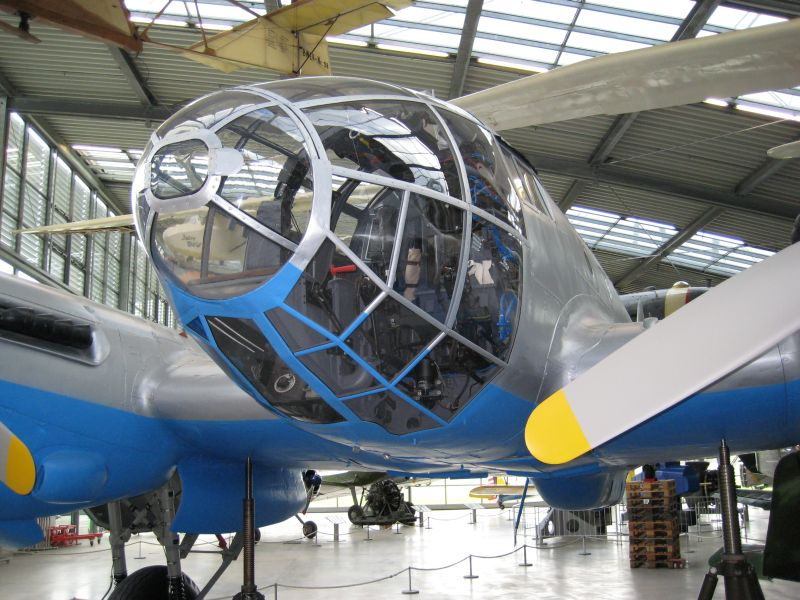
Detalle de su morro.

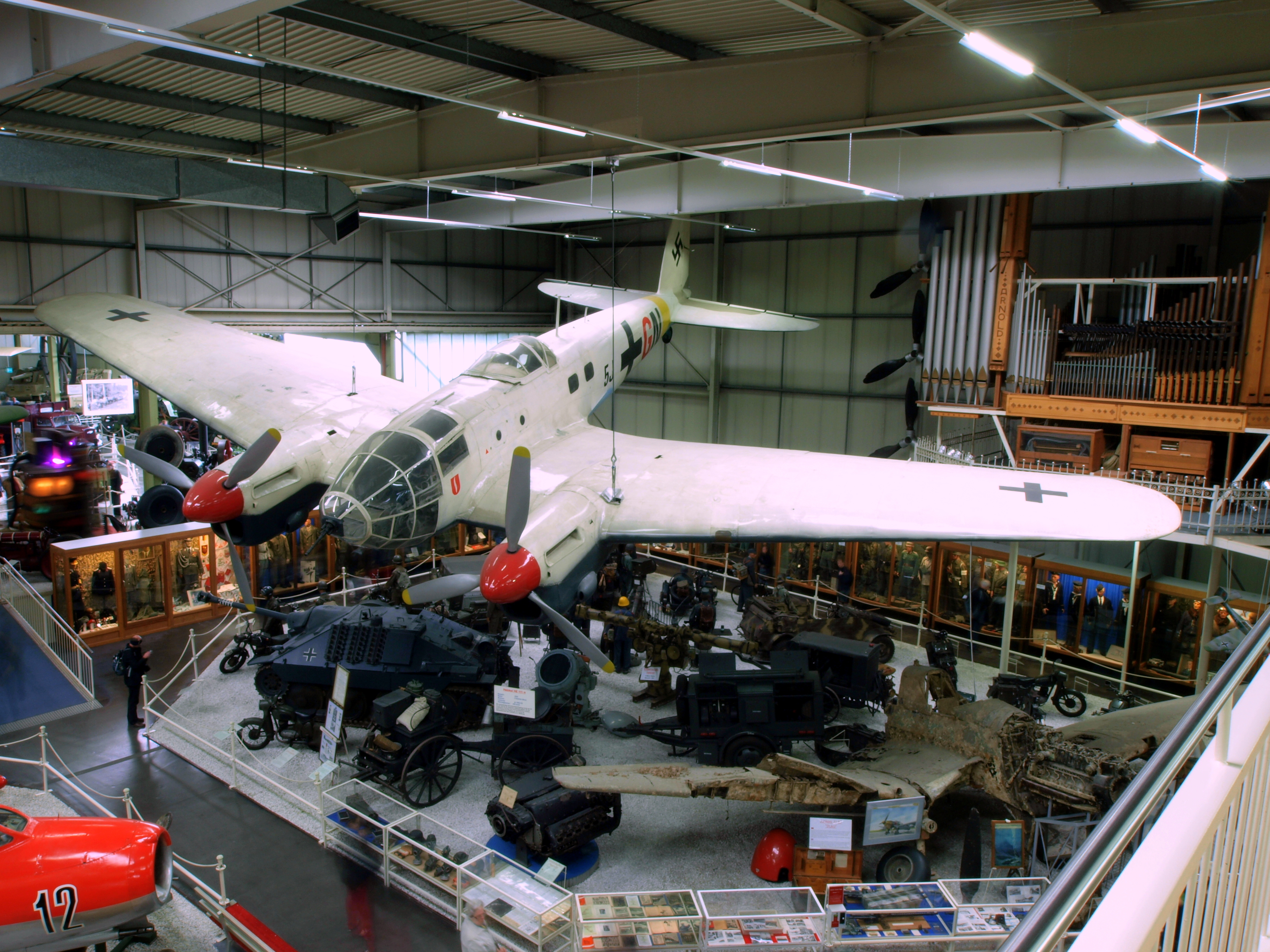
El CASA 2.111B (con camuflaje invernal de la Luftwaffe) del Museo de la Automoción y la Tecnología de Sinsheim.

Hay aproximadamente 14 CASA 2.111 en exhibición estática o almacenados en diversas condiciones. Un CASA 2.111D modificado sirvió como transporte para personas muy importantes de España, inclusive Francisco Franco, antes de ser comprado en Inglaterra por la Commemorative Air Force en 1977. Quedó como el último derivado del He 111 en condición de vuelo hasta el 10 de julio de 2003, cuando se destruyó en un aterrizaje forzoso. El avión estaba intentando aterrizar en el Aeropuerto municipal de Cheyenne, cerca de Cheyenne (Wyoming), mientras se dirigía desde Midland (Texas) a un espectáculo aéreo en Missoula (Montana). Los testigos afirmaron que al avión se le apagó un motor durante la etapa final de aproximación y atravesó una cerca de tela metálica antes de impactar contra un edificio en construcción. Resultaron muertos el piloto de la CAF Neil R. Stamp y el copiloto Charles S. Bates.

## Variantes
2.111A
Versión de bombardeo del H-16 con motores Jumo 211F-2.
2.111C
Versión de reconocimiento del anterior.
2.111F
Versión de entrenamiento con doble mando.
2.111B
Versión de bombardeo con motores Rolls-Royce Merlin 500.
2.111D
Versión de reconocimiento del anterior.
2.111E
Versión de transporte de pasajeros.

## Operadores
España
- Ejército del Aire

## Especificaciones (2.111B)
Referencia datos: Deutsches Museum

### Características generales
- Tripulación: Cinco
- Longitud: 16,4 m (53,8 ft)
- Envergadura: 22,5 m (73,8 ft)
- Altura: 3,9 m (12,8 ft)
- Superficie alar: 86,5 m² (931,1 ft²)
- Peso máximo al despegue: 14 000 kg (30 856 lb)
- Planta motriz: 2× motor lineal V12 refrigerado por líquido Rolls-Royce Merlin 500-29.
  - Potencia: 1176 kW (1621 HP; 1599 CV) cada uno.

### Rendimiento
- Velocidad máxima operativa (Vno): 440 km/h (273 MPH; 238 kt) a 4 500 m
- Alcance: 1950 km (1053 nmi; 1212 mi)
- Techo de vuelo: 7800 m (25 591 ft)

### Armamento
- Ametralladoras: 

  - 1× Breda-SAFAT de 12,7 mm
  - 2× MG 15 de 7,92 mm
- Bombas: 8 de 250 kg, 32 de 8 kg, 28 de 10 kg

## Aeronaves relacionadas

### Desarrollos relacionados
- Heinkel He 111

### Aeronaves similares
- B-25 Mitchell
- B-26 Marauder
- Bloch MB.210
- Caproni Ca.135
- Savoia-Marchetti SM.81
- Mitsubishi G4M
- PZL.37 Łoś
- Vickers Wellington
- Ilyushin Il-4

### Secuencias de designación
- Aeronaves construidas por CASA: III - 1.131 - 1.133 - 2.111 - 352 - 3000 - AX →
- Secuencia B._ (Aeronaves de Bombardeo del Ejército del Aire español, 1945-1954): ← B.4 - B.5 - B.6 - B.7
- Secuencia B._ (Aeronaves de Bombardeo del Ejército del Aire español, 1954-1978): BV.1 - B.2/H
- Secuencia T._ (Aeronaves de Transporte del Ejército del Aire español, 1954-1978): ← T.5 - T.6 - T.7 - T.8 - T.9 (I) - T.9 (II) - T.10